# Lepidoscia educta
Lepidoscia educta is een vlinder uit de familie van de zakjesdragers (Psychidae). De wetenschappelijke naam van deze soort is voor het eerst voorgesteld als Narycia educta door Edward Meyrick in een publicatie uit 1920.
De soort komt voor in Australië (Queensland).